# Лунка (Воинешти)
Лунка (рум. Lunca) насеље је у Румунији у округу Дамбовица у општини Воинешти. Oпштина се налази на надморској висини од 379 m.

## Становништво
Према подацима из 2002. године у насељу је живело 146 становника, од којих су сви румунске националности.